# Hada elovesi
Hada elovesi là một loài bướm đêm trong họ Noctuidae.